# Fabien Lefèvre (football)
Pour les articles homonymes, voir Lefèvre.
Ne doit pas être confondu avec Fabien Lefèvre (kayak).
Fabien Lefèvre est un footballeur puis entraîneur français né le 14 novembre 1971 à Montpellier dans le département de l'Hérault. Il évolue au poste de milieu de terrain offensif du début des années 1990 au milieu des années 2000.
Formé au Montpellier HSC, il joue ensuite à l'AS Monaco puis à l'AS Nancy-Lorraine avant de terminer sa carrière dans son club formateur.
Il est, depuis juin 2021, entraîneur-adjoint au Paris FC.

## Biographie
Fabien Lefèvre commence le football au Montpellier HSC à l'âge de huit ans en 1980. Surnommé « Fabi », il intègre l'équipe première en 1991 et 
dispute son premier match en division 1 le 20 mars 1992 face au Football Club de Nantes. Il s'impose comme titulaire lors de la saison 1993-1994 et dispute toutes les rencontres de la saison qui voit le MHSC terminer à la 7e place. La même année, le MHSC atteint la finale de la Coupe de France après s'être imposé deux à zéro, en demi-finale, face au RC Lens, au stade Félix-Bollaert. Les Montpelliérains sont battus par l'AJ Auxerre dans un match à sens unique sur le score de trois à zéro. Ses performances lui ouvrent les portes de l'équipe de France espoirs avec qui il a trois sélections lors de cette saison. Il dispute sa dernière sélection, face aux Russes, lors du quart de finale aller du Championnat d'Europe espoirs disputé au Stade de la Mosson (2-0).
En début de saison suivante, il s'incline avec ses coéquipiers en finale de la Coupe d'été face au Racing Club de Lens sur le score de trois à deux. En championnat, le club connaît une saison difficile et termine 17e de division 1. En 1995-1996, Fabien Lefèvre réalise sa plus belle saison sous le maillot montpelliérain en inscrivant onze buts et le MHSC termine 6e du championnat. La saison est cependant gâchée par une défaite en demi-finale de la coupe de France face aux voisins nîmois alors en National. En 1996-1997, il connait avec ses coéquipiers, à ce même stade de compétition, la défaite en coupe de la Ligue au Stade Chaban-Delmas face aux Girondins de Bordeaux. Les Montpelliérains et les Bordelais se séparent sur un match nul, deux partout en prolongation et doivent être séparés par les tirs au but, sept tirs à six pour les Girondins.
En 1997, il est transféré à l'AS Monaco, champion de France en titre, pour un montant de 15 millions de francs. Avec ses coéquipiers monégasques, il remporte en début de saison le trophée des champions face à l'OGC Nice. Il inscrit le premier des cinq buts de la victoire cinq à deux des Monégasques. Joueur de complément dans l'effectif de l'ASM, il ne dispute que dix-neuf matchs de championnat et 1 seul match de Ligue des champions. L'année suivante, il est encore moins utilisé par Jean Tigana et ne joue que six matchs de championnat. Il est alors prêté en septembre 1999 à l'AS Nancy-Lorraine où il retrouve du temps de jeu.
En 2000, malgré des contacts avec le Toulouse FC et l'En Avant de Guingamp, il signe un contrat de cinq ans avec son club formateur descendu en division 2. Le MHSC retrouve la division 1 dès la saison suivante mais Fabien Lefèvre joue peu à l'échelon supérieur et, après n'avoir disputé qu'une rencontre en deux saisons, il met un terme à sa carrière professionnelle en fin de saison 2004. En mars 2002, il obtient le BEES 1er degré. Il accepte alors la proposition de reconversion du président du MHSC, Louis Nicollin, et devient entraîneur de l'équipe U15 du club. Il dirige ensuite les U17 puis les U19 avec qui il remporte le Trophée des centres de formation en 2010. Il devient, en 2013, entraîneur de l'équipe réserve montpelliéraine qui évolue en CFA2. En fin de saison, l'équipe remonte en CFA avec la meilleure attaque et meilleure défense du groupe. La réserve montpelliéraine ne parvient pas à se maintenir à ce niveau et en fin de saison 2015, il est remplacé par William Prunier.
En juin 2015, il rejoint le GFC Ajaccio comme entraîneur adjoint de Thierry Laurey. Après la relégation du club corse en fin de saison, il s'engage au RC Strasbourg toujours comme entraîneur adjoint de Thierry Laurey.

## Palmarès

### Joueur
- Finaliste de la Coupe de France en 1994 avec le Montpellier HSC.
- Finaliste de la Coupe d'été en 1994 avec le Montpellier HSC.
- Vainqueur du Trophée des champions en 1997 avec l'AS Monaco.
- 3 sélections en France espoirs.

### Entraîneur
- Vainqueur du Trophée des centres de formation en 2010 avec le Montpellier HSC (U19).

## Distinction
- Meilleur buteur de la coupe de France 1996-1997 (3 buts)

## Statistiques
Le tableau ci-dessous résume les statistiques en match officiel de Fabien Lefèvre durant sa carrière de joueur professionnel.
| Saison      | Club              | Pays   | Championnat | Championnat | Championnat | Coupes nationales | Coupes nationales | Coupe d'Europe | Coupe d'Europe | Coupe d'Europe |
| Saison      | Club              | Pays   | Division    | Matchs      | Buts        | Matchs            | Buts              | Type           | Matchs         | Buts           |
| ----------- | ----------------- | ------ | ----------- | ----------- | ----------- | ----------------- | ----------------- | -------------- | -------------- | -------------- |
| 1991 - 1992 | Montpellier HSC   | France | Division 1  | 3           | 0           | 1                 | 0                 | -              | -              | -              |
| 1992 - 1993 | Montpellier HSC   | France | Division 1  | 7           | 0           | -                 | -                 | -              | -              | -              |
| 1993 - 1994 | Montpellier HSC   | France | Division 1  | 38          | 3           | 6                 | 0                 | -              | -              | -              |
| 1994 - 1995 | Montpellier HSC   | France | Division 1  | 33          | 3           | 5                 | 0                 | -              | -              | -              |
| 1995 - 1996 | Montpellier HSC   | France | Division 1  | 37          | 11          | 6                 | 0                 | -              | -              | -              |
| 1996 - 1997 | Montpellier HSC   | France | Division 1  | 32          | 5           | 6                 | 3                 | C3             | 2              | 0              |
| 1997 - 1998 | AS Monaco         | France | Division 1  | 19          | 0           | 4                 | 1                 | C1             | 1              | 0              |
| 1998 - 1999 | AS Monaco         | France | Division 1  | 6           | 0           | 1                 | 0                 | -              | -              | -              |
| 1999 - 2000 | AS Nancy-Lorraine | France | Division 1  | 27          | 3           | 3                 | 0                 | -              | -              | -              |
| 2000 - 2001 | Montpellier HSC   | France | Division 2  | 35          | 3           | -                 | -                 | -              | -              | -              |
| 2001 - 2002 | Montpellier HSC   | France | Division 1  | 7           | 0           | 2                 | 0                 | -              | -              | -              |
| 2002 - 2003 | Montpellier HSC   | France | Ligue 1     | -           | -           | -                 | -                 | -              | -              | -              |
| 2003 - 2004 | Montpellier HSC   | France | Ligue 1     | 1           | 0           | -                 | -                 | -              | -              | -              |
| Total       | Total             | Total  | Total       | 245         | 28          | 34                | 4                 | -              | 3              | 0              |